# Spotlight (canção de Madonna)
"Spotlight"  é uma canção da cantora estadunidense Madonna. Ela apareceu na coletânea remix You Can Dance (1987), e foi lançada como single no Japão em 25 de abril de 1988 pela Sire Records. Inicialmente rejeitada durante as gravações do seu terceiro álbum de estúdio True Blue, Spotlight foi escrita por Madonna, Stephen Bray e Curtis Hudson. Foi inspirada na canção "Everybody Is a Star" do grupo de rock Sly & the Family Stone. "Spotlight" foi remixada por Shep Pettibone, com mixagem adicional de John Benitez. 
A música contém traços instrumentais de tambores, sintetizadores e palmas, acompanhado de ecos vocais, um segmento de piano e frases de violino na introdução musical. A letra fala sobre como alguém pode ser famoso se cantar sobre isso. A música recebeu apreciações variadas dos críticos. Depois de seu lançamento, "Spotlight" alcançou o número três na Oricon Singles Chart japonesa. Mesmo não sendo lançada nos Estados Unidos, a canção entrou na Billboard Radio Songs no começo de 1988. A canção foi usada em um comercial do Mitsubishi VCR, onde Madonna também aparece.

## História
Em meados da década de oitenta, a dance music pós-disco foi extremamente popular e o conceito de remix foi amplamente considerado como um novo rumo da música. Vários artistas foram remixando suas músicas e compilando-as para criar novos álbuns. Assim Madonna, a artista mais popular da dance music, decidiu criar uma compilação de remixes, mais tarde intitulada You Can Dance, que incluiu sete de suas canções uptempo. Junto com as faixas pré-lançadas em forma remixada, Spotlight foi incluída como faixa bônus. Madonna disse que se inspirou na canção "Everybody Is a Star" (1970), do grupo estadunidense de rock Sly and the Family Stone, para escrever "Spotlight".
Escrita por Madonna, Stephen Bray e Curtis Hudson, Spotlight foi originalmente gravada nas gravações do álbum True Blue, de 1986. Foi omitida de True Blue porque Madonna sentiu que era muito similar em composição e estrutura ao seu single Holiday (1983). Quando Madonna decidiu criar You Can Dance, ela pediu a Shep Pettibone, que remixou suas músicas de True Blue, para remixar "Spotlight" e a incluiu no álbum. John "Jellybean" Benitez, que tinha gravado a "demo" original durante as gravações de True Blue, também ajudou Pettibone na remixagem na canção.

## Composição
|                                                    | "Spotlight" Uma amostra de 20 segundos de "Spotlight", com o refrão com Madonna cantando a linha "Spotlight, open up your eyes and see". |
| Problemas para escutar este arquivo? Veja a ajuda. | |

"Spotlight" começa com sons de tambores, sintetizadores e palmas, seguidos por Madonna pronunciando as palavras "Spotlight, shine bright". Depois do primeiro verso, o som do teclado é ouvido durante o chorus. Continua assim pelo segundo verso, que é seguido por uma pausa com ecos, um segmento de piano e frases de violinos. Madonna continua a música com o piano e pronuncia as palavras: "Pa-da-pa-da-pappa pappa pa pa" na mesma melodia. A letra faz com que o ouvinte lembre-se de "Everybody is a Star" e que, se alguém quer ser famoso e estar sob os "holofotes", a pessoa deve cantar sobre isso e a realidade pode alcançar ele ou ela. A música é definida no compasso de tempo comum, com um andamento de 100 batidas por minuto. É definida na tonalidade de fá maior com a voz de Madonna abrangendo notas de dó5 a si♭m. "Spotlight" é uma sequência básica de dóm–dó–lám–dó–sol–fá como a sua progressão de acordes.

## Aparição na mídia
"Spotlight" foi reproduzida no último de uma série de comerciais da TV japonesa que Madonna filmou para a empresa Mitsubishi. O comercial promove um VCR modelo F-5.3. No comercial Madonna aparece saindo de um carro e sentando em um sofá, enquanto assiste a um filme no VCR, com Spotlight tocando ao fundo. A canção também foi usada para promover a parte japonesa da Who's That Girl Tour, de 1987, sob o nome da campanha Dreams Come True.

## Lista de faixas e formatos
Como "Spotlight" foi comercializado apenas no Japão, somente dois formatos foram lançados: Japan 7" Vinyl e Japan Mini CD. Ambos os formatos possuem as mesmas músicas "Spotlight" e "Where's The Party", a única diferença é que a última, foi lançada de forma remixada na versão Japan 7" Vinyl.
| Japan 7" Vinyl |                                         |         |  |
| N.º            | Título                                  | Duração |  |
| 1.             | "Spotlight (Single Edit)"               | 4:33    |  |
| 2.             | "Where's The Party (Remix Single Edit)" | 7:23    |  |

| Japan Mini CD |                           |         |  |
| N.º           | Título                    | Duração |  |
| 1.            | "Spotlight (Single Edit)" | 4:33    |  |
| 2.            | "Where's The Party"       | 4:10    |  |

## Recepção

### Crítica
Mark Bego, autor de Madonna: blonde ambition‎ escreveu que Spotlight é uma "típica coreografia 'olha-para-mim' de Madonna, que soa de forma fraca ao lado dos remixes pesados de You Can Dance." Stephen Thomas Erlewine do allmusic disse que a música "soa datada — é muito claramente mixes expandidos de meados dos anos 1980 — mas isso é parte do charme." Greg Kot, do Chicago Tribune, em sua resenha de You Can Dance, disse que a música é um belo remix dance na coletânea. Outra resenha de Daniel Brogan, do Chicago Tribune, chamou a faixa de "inspiradora e de efeito imediato". Dave Barry, do The Miami Herald, comentou que embora You Can Dance soe como "Madonna velha", Spotlight soa surpreendentemente nova para os ouvidos. Joe Brown, do The Washington Post, comentou que a canção deveria ter sido um "nítido fracasso". Don McLeese, do Chicago Sun-Times, chamou a canção de "exuberante". Dennis Hunt, do Los Angeles Times, disse que "Spotlight" "ficou perdida em meio à deslumbrante coleção de remixes expandidos de sua melhor dance music". Jan DeKnock, quando escrevia para o Orlando Sentinel comentou que a canção era a única coisa desagradável no álbum.

### Comercial
A canção não foi lançada oficialmente como single nos Estados Unidos, portanto não era possível uma entrada na Billboard Hot 100. Ainda assim, estações de rádio começaram a tocar a canção não oficialmente e ela conseguiu airplay o suficiente para entrar na Billboard Hot 100 Airplay no começo de 1988. Estreou na parada Airplay na posição 37 na edição de 16 de janeiro de 1988, e foi a maior estréia da semana. Depois de três semanas "Spotlight" chegou ao seu pico na posição 32, mas caiu para 40 na semana seguinte, antes de se tornar uma canção tocada de forma esporádica. Também apareceu na Hot Crossover Singles, conseguindo a posição 15 como posição máxima em 9 de janeiro de 1988. O single foi lançado no Japão em 25 de abril de 1988, entrou na Oricon Singles Chart, e no dia 19 de maio de 1988 alcançou a posição de número 15, sua melhor posição. Ainda continuou na parada por mais dez semanas.

### Tabelas semanais
| Tabela musical (1988)                  | Melhor posição |
| -------------------------------------- | -------------- |
| Japão (Oricon)                         | 3              |
| Estados Unidos (Hot 100 Airplay)       | 32             |
| Estados Unidos (Hot Crossover Singles) | 15             |